# Voetbalelftal van de Sovjet-Unie (mannen)
Het voetbalelftal van de Sovjet-Unie was een team van voetballers dat de Sovjet-Unie vertegenwoordigde in internationale wedstrijden vanaf 1923 tot 1991, toen het land werd ontbonden.
Na het uiteenvallen van de Sovjet-Unie in 1991 werd het elftal voortgezet onder de naam Gemenebest van Onafhankelijke Staten (GOS). Estland, Letland en Litouwen waren geen lid van het GOS en hadden al eerder een eigen nationaal elftal opgericht. Het voetbalelftal van de GOS deed mee aan het EK 1992 aangezien de Sovjet-Unie zich daarvoor al geplaatst had. Na dat EK hield het voetbalelftal van de GOS op te bestaan en richtte elk land zijn eigen voetbalbond en -elftal op:
- Armeens voetbalelftal
- Azerbeidzjaans voetbalelftal
- Georgisch voetbalelftal
- Kazachs voetbalelftal
- Kirgizisch voetbalelftal
- Moldavisch voetbalelftal
- Oekraïens voetbalelftal
- Oezbeeks voetbalelftal
- Russisch voetbalelftal
- Tadzjieks voetbalelftal
- Turkmeens voetbalelftal
- Wit-Russisch voetbalelftal

N.B.: De Russische voetbalbond werd rechtsopvolger van respectievelijk de Sovjet-Unie en GOS.

## Geschiedenis

### Beginjaren
In augustus 1923 speelde een selectie van de Russische SFSR tegen Zweden en won met 2-1. De eerste officiële wedstrijd van de Sovjet-Unie vond echter pas een jaar later plaats in november 1924 tegen Turkije. Er werd ook nog een wedstrijd gespeeld in Ankara dat jaar. Hierna speelde de club geen officiële interlands meer tot aan de Olympische Spelen van 1952. Er werden in de jaren dertig wel enkele vriendschappelijke wedstrijd gespeeld tegen Turkije. Op de Spelen werd eerst Bulgarije uitgeschakeld. In de tweede ronde stonden ze 5-1 achter tegen Joegoslavië, maar in het laatste kwartier konden ze nog terugkomen tot 5-5. Er volgden verlengingen waarin niet gescoord werd. In deze tijd beslisten penalty's nog niet over de afloop maar kwam er een replay, die Joegoslavië met 3-1 won. Vier jaar later nam de Sovjet-Unie wraak door de Olympische finale te winnen tegen Joegoslavië, dankzij een doelpunt van Anatoli Iljin in de finale. Omdat er geen profvoetballers in de Sovjet-Unie waren, evenals in de andere landen van Oost-Europa konden deze landen in tegenstelling tot de West-Europese landen met hun sterkste elftal aantreden op de Olympische spelen waardoor zijn ook bijna altijd de medailles veroverden.

### Eerste toernooien
Op 23 juni 1957 speelde het land voor het eerst een WK-kwalificatiewedstrijd, die met 3-0 gewonnen werd tegen Polen. In Polen werd verloren en beide landen wonnen tegen Finland, waardoor er een beslissende wedstrijd gespeeld werd op neutraal terrein in Leipzig. Hier won de Sovjet-Unie met 2-0 en plaatste zich zo voor het WK in Zweden. Op het WK zaten de Sovjets in de groep met Engeland, Brazilië en Oostenrijk, dat op het vorige WK derde was geworden. Na een gelijkspel tegen de Engelsen konden ze winnen van Oostenrijk. Tegen Brazilië bracht Vavá de goddelijke kanaries al na drie minuten op voorsprong en in de tweede helft scoorde hij nogmaals, maar de kwalificatie voor de kwartfinale, tegen gastland Zweden, was binnen. De Zweden wonnen met 2-0 en knikkerden de Sovjets uit het toernooi.
Twee jaar later werd het allereerste EK georganiseerd, toen nog een veel kleinere competitie dan nu. Niet alle landen in Europa schreven zich in en de kwalificatie begon al in de 1/8ste finale. Tegen Hongarije werd twee keer gewonnen. In de kwartfinale zouden ze het opnemen tegen Spanje, maar Spanje wilde niet afreizen naar de Sovjet-Unie vanwege de betrokkenheid die het land had in de Spaanse Burgeroorlog. Hierop werd de Sovjet-Unie tot winnaar uitgeroepen. In deze tijd werd een gastland voor het EK gekozen uit de vier teams die zich geplaatst hadden en Frankrijk had de eer het eerste EK te mogen organiseren. In de halve finale werd Tsjecho-Slowakije met duidelijke 0-3 cijfers verslagen, waaronder twee goals van Valentin Ivanov. In de finale stonden ze tegenover Joegoslavië, dat kort voor de rust voorkwam. In de tweede helft konden de Sovjets nog twee keer scoren waardoor zijn tot allereerste Europees kampioen gekroond werden.
De ploeg kwalificeerde zich erg makkelijk voor het WK in Chili en won daar meteen van Joegoslavië. In de tweede wedstrijd leek de overwinning al na elf minuten beklonken, maar Colombia vocht terug en zelfs na de 4-1 kwamen ze opzetten en maakten ze nog 4-4, door enkele blunders van doelman Lev Jasjin. De derde wedstrijd tegen Uruguay werd wel gewonnen, dankzij onder andere Ivanov, die al in alle drie de wedstrijden gescoord had. Kapitein Igor Netto liet zelfs een onterecht doelpunt van Igor Tsjislenko dat de scheidsrechter eerst goedgekeurd had, afkeuren toen de Uruguayaanse doelman protesteerde en Netto hem gelijk gaf. Net zoals vier jaar geleden troffen de Sovjets in de tweede ronde het gastland en ook deze keer was deze te sterk en eindigde het toernooi in de kwartfinale.
Op weg naar het EK 1964 werden Italië en Zweden uitgeschakeld. Viktor Ponedelnik was met drie goals beslissend in de kwalificatie. Op het EK in Spanje werd Denemarken met 0-3 verslagen. In de finale kwam gastland Spanje al snel op voorsprong. Choesainov maakte al snel gelijk maar later scoorde Spanje het winnende doelpunt.
Dankzij spelers als Slava Metreveli en Anatoli Banisjevski plaatste de Sovjet-Unie zich met verve voor het WK 1966. Daar werd Noord-Korea in de eerste wedstrijd met 3-0 verslagen. Daarna zette Tsjinlenko Italië opzij en konden ze ook winnen van Chili, waardoor ze als groepswinnaar naar de kwartfinale gingen. De Hongaren vielen aan maar keeper Lev Jasjin moest zich maar één keer omdraaien terwijl de Sovjets twee keer konden scoren. In de halve finale wachtte het West-Duitsland van de nog jonge Franz Beckenbauer. De Duitsers kwamen 2-0 voor, Porkoejan kon nog de aansluitingstreffer maken, maar ze kwamen niet meer op gelijk hoogte. In de wedstrijd voor de derde plaats namen ze het op tegen het Portugal van Eusébio, die al na twaalf minuten een strafschop omzette. Malofejev kon wel nog de gelijkmaker binnen trappen, maar kort voor het einde scoorde Portugal nog een keer waardoor de Sovjets vierde eindigden.
In de kwalificatie voor het EK 1968 werden ze groepswinnaar en verloren dan in de kwartfinale de heenmatch met 2-0 van Hongarije. In de terugmatch kregen ze hulp van de Hongaren die een owngoal maakten en na goals van Moertaz Choertsilava en Anatolij Bysjovets plaatsen ze zich voor de derde keer op rij bij de laatste vier. Op het EK moesten ze het opnemen tegen gastland Italië. Na 120 minuten stond het nog 0-0 en in deze tijd werden nog geen strafschoppen genomen om de wedstrijd te beslissen. De regel was dat er dan via kop of munt geloot werd wie door mocht gaan. Albert Sjesternjov koos voor munt en het was kop waardoor de Sovjets de troostfinale speelden en verloren van het Engeland van Bobby Charlton.

### Jaren zeventig
Het land plaatste zich probleemloos voor het WK 1970 en speelden daar eerst gelijk tegen gastland Mexico. In de tweede wedstrijd werd België met 4-1 weggespeeld en ook El Salvador werd verslagen. Bisjovets scoorde vier keer in de groepsfase. In de kwartfinale verloren ze dan na verlengingen van Uruguay. Bij de kwalificatie voor het EK 1972 zaten ze bij Spanje in de groep. In Moskou kon de Sovjet-Unie winnen, maar na een gelijkspel tegen Noord-Ierland kon het nog link worden in de laatste wedstrijd tegen Spanje. Een beresterke Jevgeni Roedakov liet geen goal binnen en de Sovjets gingen als enige land in Europa voor een vierde keer op rij naar het EK. In België zette Konkov de Hongaren opzij, maar in de finale botsen ze op een sterk West-Duitsland, waar Gerd Müller twee keer kon scoren. Op de Olympische Spelen in München speelden ze de troostfinale tegen Oost-Duitsland. Blochin en Choertsilava scoorden, maar daarna konden ook de Oost-Duitsers nog twee keer scoren. Beide landen kregen later de bronzen medaille.
Hierna kon het land zich voor het eerst niet plaatsen voor het WK. In de kwalificatie werden ze nochtans groepswinnaar, maar het land moest een internationale barrage spelen tegen Chili. Door de militaire staatsgreep van Augusto Pinochet achtten de Sovjets het niet veilig in Chili en kwamen niet opdagen. De FIFA, die het wel veilig achtte diskwalificeerde hierop de Sovjet-Unie. Kwalificatie voor het EK moest geen problemen opleveren. Met Oleh Blochin had het land een van de betere spelers in Europa in huis en Dinamo Kiev had in 1975 zowel de Europaucp II als de Super Cup gewonnen. Echter verloren de Sovjets in de heenwedstrijd van Tsjecho-Slowakije dankzij goals van Móder en Panenka. Bij de terugwedstrijd in Kiev zorgde Móder net voor de rust voor een 0-1 achterstand. Leonid Boerjak kon wel de gelijkmaker binnen trappen maar Móder scoorde daarna opnieuw. Net voor het einde scoorde Blochin nog, maar een tweede opeenvolgende uitschakeling was een feit. Enig lichtpunt, hoewel minder prestigieus was de bronzen medaille op het Olympische Spelen in de troostfinale tegen Brazilië.
Ook voor het WK 1978 kwalificeerden ze zich niet na nederlagen tegen Hongarije en Griekenland. Voor de EK-kwalificatie zat de Sovjet-Unie opnieuw met Hongarije en Griekenland in de voorronde en nu ook met Finland. Na een overwinning op Griekenland liep het helemaal mis en uiteindelijk eindigden ze zelfs laatste. In de laatste thuiswedstrijd tegen Finland moest het team zelfs voor een nagenoeg leeg thuisstadion spelen. Slechts 1500 supporters wilden hun team nog zien in het Lenin-stadion dat plaats bood aan 90.000 toeschouwers. Voor de derde keer op rij behaalden ze wel een bronzen medaille op de Olympische Spelen, maar zo'n grootste prestatie was dat ook niet gezien ze daar met hun eerste elftal aantraden.

### Jaren tachtig
De volgende kwalificatiecampagne verliep dan gelukkig beter en deze keer plaatste de generatie van Oleh Blochin zich met voorsprong voor het WK in Spanje. De meeste spelers kwamen van het Oekraïense Dinamo Kiev en het Georgische Dinamo Tbilisi. Na een nederlaag tegen Brazilië volgde een 3-0 overwinning op Nieuw-Zeeland. In de laatste groepswedstrijd werd gelijkgespeeld tegen Schotland en gingen ze door een beter doelsaldo dan de Schotten naar de volgende groepsfase. Hier wonnen ze dankzij een doelpunt van Choren Oganesjan van België. Tegen Polen bleef het 0-0, maar omdat de Polen met 0-3 van België gewonnen had waren de Sovjets uitgeschakeld.
Voor de volgende EK-kwalificatie zat de Sovjet-Unie weer bij de Polen in de groep. De Polen lieten al snel steken vallen en met een owngoal tegen de Sovjet-Unie zorgden ze zelf voor hun uitschakeling. Portugal werd de onverwachtte concurrent voor de groepszege. Sinds 1966 had het land niets meer gepresteerd en in Moskou werden ze met 5-0 wandelen gestuurd. Blochin, Demjanenko en Tsjerenkov leken op ramkoers voor het EK, maar buiten de pandoering tegen de Sovjets hadden ze Portugezen ook alles gewonnen. Voor 75.000 Portugezen gingen de Sovjets in hun laatste wedstrijd kopje onder nadat Rui Jordão een wel erg gemakkelijk gegeven strafschop omzette en zo met de groepswinst aan de haal ging.
De Sovjetmotor sputterde ook voor het WK 1986. Uit presteerden ze bijna niets, twee nederlagen en twee gelijke spellen. Bondsoach Edoeard Malofejev werd zelfs ontslagen en vervangen door Valeri Lobanovski. Thuis kon het land telkens nipte zeges behalen en werd tweede in de groep achter Denemarken en plaatste zich voor het WK. In Mexico werd Hongarije in de openingswedstrijd met 6-0 opzij gezet. Na een gelijkspel tegen Frankrijk en een overwinning op Canada ging de USSR als groepswinnaar naar de 1/8ste finale tegen België, wat uitgroeide tot een gedenkwaardige wedstrijd. Igor Belanov bracht zijn team twee keer op voorsprong, maar Enzo Scifo en Jan Ceulemans brachten de Belgen telkens langszij. In de verlengingen scoorden de Belgen nog twee keer. Eén minuut na de 2-4 maakte Belanov zijn derde treffer van de wedstrijd, maar dit mocht niet meer baten.
De kwalificatie voor het EK 1988 verliep vlot, al begonnen ze met een gelijkspel tegen IJsland. Op het EK begonnen de Sovjets met een overwinning op Nederland, dat na twee WK's en een EK te missen weer een rentree maakte bij de elite. Ierland, dat in de eerste wedstrijd van Engeland won slaagde erin om op voorsprong te komen tegen de Sovjets. Oleg Protasov kon wel nog de gelijkmaker binnen trappen. In de derde wedstrijd zette Alejnikov zijn land al snel op voorsprong, maar Engelsman Tony Adams maakte in de 16de minuut al de gelijkmaker. Aleksej Michailitsjenko maakte nog voor het half uur de 1-2 en in de tweede helft scoorde Viktor Pasoelko de overtuigende 1-3 binnen. In de halve finale zetten Litovtsjenko en Protasov de Italianen opzij en in de finale wachtte opnieuw Nederland. Ruud Gullit en Marco van Basten zorgden voor een 2-0 overwinning voor de Nederlanders.

### Einde van het elftal
De Sovjets kwalificeerden zich voor het WK in Italië in een zwakke groep, maar lieten toch af en toe al steken vallen. Door de perestrojka konden voor het eerst Sovjets in het buitenland gaan voetballen, maar door de aanpassing werden ze daar niet allemaal gelukkiger van. De openingswedstrijd tegen Roemenië werd verloren ondanks dat zij hun sterspeler Hagi misten. In de tweede wedstrijd traden ze aan tegen uittredend wereldkampioen Argentinië, dat in zijn eerste wedstrijd door Kameroen verslagen werd. De Argentijnen zetten de scheve situatie recht en nadat Kameroen een dag later won van Roemenië waren de Sovjets al zo goed als zeker uitgeschakeld. Het grootste land ter wereld kon het toernooi met opgeheven hoofd verlaten door in de laatste wedstrijd groepswinnaar Kameroen met 0-4 te verslaan.
Het elftal plaatste zich ook voor het EK 1992 en hielden Italië daarvan weg, maar op 31 december 1991 hield de Sovjet-Unie op te bestaan. Het team dat zich plaatste deel wel nog mee aan het EK als het Gemenebest van Onafhankelijke Staten. Ze werden laatste op het EK en na het EK gingen alle landen als onafhankelijke staten verder voor de volgende WK-kwalificatie, de Sovjet-Unie was nu geschiedenis.

## Deelnames aan internationale toernooien

### Wereldkampioenschap
| Wereldkampioenschap voetbal | Wereldkampioenschap voetbal | Wereldkampioenschap voetbal | Wereldkampioenschap voetbal | Wereldkampioenschap voetbal | Wereldkampioenschap voetbal | Wereldkampioenschap voetbal | Wereldkampioenschap voetbal | Wereldkampioenschap voetbal |
| Jaar                        | Ronde                       | Wed.                        | W                           | G                           | V                           | DV                          | DT                          | Kwal                        |
| --------------------------- | --------------------------- | --------------------------- | --------------------------- | --------------------------- | --------------------------- | --------------------------- | --------------------------- | --------------------------- |
| 1930                        | Niet deelgenomen            | Niet deelgenomen            | Niet deelgenomen            | Niet deelgenomen            | Niet deelgenomen            | Niet deelgenomen            | Niet deelgenomen            | Niet deelgenomen            |
| 1934                        | Niet deelgenomen            | Niet deelgenomen            | Niet deelgenomen            | Niet deelgenomen            | Niet deelgenomen            | Niet deelgenomen            | Niet deelgenomen            | Niet deelgenomen            |
| 1938                        | Niet deelgenomen            | Niet deelgenomen            | Niet deelgenomen            | Niet deelgenomen            | Niet deelgenomen            | Niet deelgenomen            | Niet deelgenomen            | Niet deelgenomen            |
| 1950                        | Niet deelgenomen            | Niet deelgenomen            | Niet deelgenomen            | Niet deelgenomen            | Niet deelgenomen            | Niet deelgenomen            | Niet deelgenomen            | Niet deelgenomen            |
| 1954                        | Niet deelgenomen            | Niet deelgenomen            | Niet deelgenomen            | Niet deelgenomen            | Niet deelgenomen            | Niet deelgenomen            | Niet deelgenomen            | Niet deelgenomen            |
| 1958                        | Kwartfinale                 | 5                           | 2                           | 1                           | 2                           | 5                           | 6                           | (Kwal.)                     |
| 1962                        | Kwartfinale                 | 4                           | 2                           | 1                           | 1                           | 9                           | 7                           | (Kwal.)                     |
| 1966                        | Vierde plaats               | 6                           | 4                           | 0                           | 2                           | 10                          | 6                           | (Kwal.)                     |
| 1970                        | Kwartfinale                 | 4                           | 2                           | 1                           | 1                           | 6                           | 2                           | (Kwal.)                     |
| 1974                        | Gediskwalificeerd           | Gediskwalificeerd           | Gediskwalificeerd           | Gediskwalificeerd           | Gediskwalificeerd           | Gediskwalificeerd           | Gediskwalificeerd           | Gediskwalificeerd           |
| 1978                        | Niet gekwalificeerd         | Niet gekwalificeerd         | Niet gekwalificeerd         | Niet gekwalificeerd         | Niet gekwalificeerd         | Niet gekwalificeerd         | Niet gekwalificeerd         | Niet gekwalificeerd         |
| 1982                        | Tweede groepsfase           | 5                           | 2                           | 2                           | 1                           | 7                           | 4                           | (Kwal.)                     |
| 1986                        | Achtste finale              | 4                           | 2                           | 1                           | 1                           | 12                          | 5                           | (Kwal.)                     |
| 1990                        | Groepsfase                  | 3                           | 1                           | 0                           | 2                           | 4                           | 4                           | (Kwal.)                     |
| Totaal                      | 7/14                        | 31                          | 15                          | 6                           | 10                          | 53                          | 34                          |                             |

### Europees kampioenschap
| Europees kampioenschap voetbal | Europees kampioenschap voetbal | Europees kampioenschap voetbal | Europees kampioenschap voetbal | Europees kampioenschap voetbal | Europees kampioenschap voetbal | Europees kampioenschap voetbal | Europees kampioenschap voetbal | Europees kampioenschap voetbal |
| Jaar                           | Ronde                          | Wed.                           | W                              | G                              | V                              | DV                             | DT                             | Kwal                           |
| ------------------------------ | ------------------------------ | ------------------------------ | ------------------------------ | ------------------------------ | ------------------------------ | ------------------------------ | ------------------------------ | ------------------------------ |
| 1960                           | Kampioen                       | 2                              | 2                              | 0                              | 0                              | 5                              | 1                              | (Kwal.)                        |
| 1964                           | Tweede plaats                  | 2                              | 1                              | 0                              | 1                              | 4                              | 2                              | (Kwal.)                        |
| 1968                           | Vierde plaats                  | 2                              | 0                              | 1                              | 1                              | 0                              | 2                              | (Kwal.)                        |
| 1972                           | Tweede plaats                  | 2                              | 1                              | 0                              | 1                              | 1                              | 3                              | (Kwal.)                        |
| 1976                           | Niet gekwalificeerd            | Niet gekwalificeerd            | Niet gekwalificeerd            | Niet gekwalificeerd            | Niet gekwalificeerd            | Niet gekwalificeerd            | Niet gekwalificeerd            | Niet gekwalificeerd            |
| 1980                           | Niet gekwalificeerd            | Niet gekwalificeerd            | Niet gekwalificeerd            | Niet gekwalificeerd            | Niet gekwalificeerd            | Niet gekwalificeerd            | Niet gekwalificeerd            | Niet gekwalificeerd            |
| 1984                           | Niet gekwalificeerd            | Niet gekwalificeerd            | Niet gekwalificeerd            | Niet gekwalificeerd            | Niet gekwalificeerd            | Niet gekwalificeerd            | Niet gekwalificeerd            | Niet gekwalificeerd            |
| 1988                           | Tweede plaats                  | 5                              | 3                              | 1                              | 1                              | 7                              | 4                              | (Kwal.)                        |
| Totaal                         | 5/8                            | 13                             | 7                              | 2                              | 4                              | 17                             | 12                             |                                |

## Topschutters
| #  | Speler                | Carrière  | Goals (Caps) |
| -- | --------------------- | --------- | ------------ |
| 1  | Oleh Blochin          | 1972–1988 | 42 (112)     |
| 2  | Oleg Protasov         | 1984–1991 | 29 (68)      |
| 3  | Valentin Ivanov       | 1956–1965 | 26 (59)      |
| 4  | Edoeard Streltsov     | 1955–1968 | 25 (38)      |
| 5  | Viktor Kolotov        | 1970–1978 | 22 (55)      |
| 6  | Viktor Ponedelnik     | 1960–1966 | 20 (29)      |
| 6  | Igor Tsjislenko       | 1959–1968 | 20 (53)      |
| 8  | Anatoli Banisjevski   | 1965–1972 | 19 (50)      |
| 9  | Anatoli Iljin         | 1952–1959 | 16 (31)      |
| 10 | Anatolij Bysjovets    | 1966–1972 | 15 (39)      |
| 10 | Gennadi Litovtsjenko  | 1984–1990 | 14 (57)      |
| 12 | Fjodor Tsjerenkov     | 1979–1990 | 12 (34)      |
| 13 | Sergej Salnikov       | 1954–1958 | 11 (20)      |
| 13 | Vladimir Onisjtsjenko | 1972–1977 | 11 (44)      |
| 13 | Slava Metreveli       | 1958–1970 | 11 (48)      |
| 16 | Nikita Simonjan       | 1954–1958 | 10 (20)      |
| 16 | Ramaz Sjengelija      | 1979–1983 | 10 (26)      |
| 16 | Joeri Gavrilov        | 1978–1985 | 10 (46)      |

## Statistieken

### Tegenstanders
| Tegenstander                   | Wed. | W  | G | V | DV | DT | DS  |
| ------------------------------ | ---- | -- | - | - | -- | -- | --- |
| Algerije                       | 2    | 0  | 2 | 0 | 3  | 3  | 0   |
| Argentinië                     | 11   | 2  | 6 | 3 | 10 | 11 | –1  |
| Australië                      | 1    | 0  | 0 | 1 | 1  | 2  | –1  |
| België                         | 5    | 4  | 0 | 1 | 10 | 5  | +5  |
| Brazilië                       | 7    | 1  | 1 | 5 | 5  | 13 | –8  |
| Bulgarije                      | 14   | 7  | 6 | 1 | 24 | 11 | +13 |
| Canada                         | 1    | 1  | 0 | 0 | 2  | 0  | +2  |
| Chili                          | 6    | 4  | 1 | 1 | 10 | 4  | +6  |
| China                          | 5    | 4  | 1 | 0 | 12 | 4  | +8  |
| Colombia                       | 3    | 1  | 2 | 0 | 7  | 5  | +2  |
| Costa Rica                     | 1    | 1  | 0 | 0 | 2  | 1  | +1  |
| Cyprus                         | 4    | 4  | 0 | 0 | 16 | 2  | +14 |
| Denemarken                     | 9    | 8  | 0 | 1 | 29 | 9  | +20 |
| Duitse Democratische Republiek | 15   | 7  | 5 | 3 | 22 | 14 | +8  |
| Egypte                         | 1    | 0  | 0 | 1 | 1  | 2  | –1  |
| El Salvador                    | 3    | 3  | 0 | 0 | 5  | 0  | +5  |
| Engeland                       | 11   | 3  | 3 | 5 | 13 | 19 | –6  |
| Estland                        | 1    | 0  | 1 | 0 | 2  | 2  | 0   |
| Finland                        | 13   | 8  | 5 | 0 | 39 | 10 | +29 |
| Frankrijk                      | 12   | 4  | 6 | 2 | 18 | 13 | +6  |
| Griekenland                    | 11   | 9  | 0 | 2 | 25 | 4  | +21 |
| Guatemala                      | 1    | 1  | 0 | 0 | 3  | 0  | +3  |
| Hongarije                      | 21   | 10 | 7 | 4 | 35 | 20 | +15 |
| Ierland                        | 8    | 4  | 1 | 3 | 8  | 8  | 0   |
| IJsland                        | 6    | 3  | 3 | 0 | 12 | 4  | +8  |
| India                          | 6    | 6  | 0 | 0 | 29 | 2  | +27 |
| Indonesië                      | 1    | 0  | 1 | 0 | 0  | 0  | 0   |
| Iran                           | 3    | 3  | 0 | 0 | 4  | 0  | +4  |
| Israël                         | 2    | 1  | 0 | 1 | 5  | 3  | +2  |
| Italië                         | 12   | 5  | 5 | 2 | 12 | 8  | +4  |
| Japan                          | 3    | 3  | 0 | 0 | 11 | 2  | +9  |
| Joegoslavië                    | 16   | 10 | 3 | 3 | 26 | 11 | +15 |
| Kameroen                       | 1    | 1  | 0 | 0 | 4  | 0  | +4  |
| Koeweit                        | 2    | 2  | 0 | 0 | 3  | 0  | +3  |
| Luxemburg                      | 1    | 1  | 0 | 0 | 3  | 1  | +2  |
| Mexico                         | 10   | 2  | 7 | 1 | 6  | 2  | +4  |
| Marokko                        | 3    | 2  | 1 | 0 | 5  | 3  | +2  |
| Nederland                      | 6    | 2  | 1 | 3 | 4  | 8  | –4  |
| Nieuw-Zeeland                  | 1    | 1  | 0 | 0 | 3  | 0  | +3  |
| Noord-Ierland                  | 4    | 2  | 2 | 0 | 4  | 1  | +3  |
| Noord-Korea                    | 1    | 1  | 0 | 0 | 3  | 0  | +3  |
| Noorwegen                      | 8    | 7  | 1 | 0 | 18 | 3  | +15 |
| Oostenrijk                     | 14   | 7  | 3 | 4 | 19 | 13 | +6  |
| Peru                           | 3    | 2  | 1 | 0 | 4  | 0  | +4  |
| Polen                          | 13   | 6  | 4 | 3 | 24 | 11 | +13 |
| Portugal                       | 4    | 1  | 0 | 3 | 6  | 4  | +2  |
| Roemenië                       | 9    | 4  | 2 | 3 | 13 | 10 | +3  |
| Schotland                      | 4    | 3  | 1 | 0 | 6  | 2  | +4  |
| Spanje                         | 4    | 1  | 1 | 2 | 3  | 5  | –2  |
| Syrië                          | 1    | 1  | 0 | 0 | 2  | 0  | +2  |
| Trinidad en Tobago             | 2    | 2  | 0 | 0 | 3  | 0  | +3  |
| Tsjecho-Slowakije              | 12   | 6  | 4 | 2 | 21 | 12 | +9  |
| Tunesië                        | 1    | 1  | 0 | 0 | 3  | 0  | +3  |
| Turkije                        | 26   | 19 | 4 | 3 | 57 | 25 | +32 |
| Uruguay                        | 7    | 6  | 0 | 1 | 14 | 4  | +10 |
| Verenigde Staten               | 2    | 1  | 1 | 0 | 3  | 1  | +2  |
| Venezuela                      | 1    | 0  | 1 | 0 | 1  | 1  | 0   |
| Wales                          | 5    | 2  | 2 | 1 | 6  | 3  | +3  |
| West-Duitsland                 | 12   | 3  | 0 | 9 | 11 | 22 | –11 |
| Zambia                         | 1    | 1  | 0 | 0 | 4  | 0  | +4  |
| Zuid-Korea                     | 3    | 2  | 1 | 0 | 5  | 2  | +3  |
| Zweden                         | 18   | 7  | 6 | 5 | 37 | 21 | +16 |
| Zwitserland                    | 7    | 4  | 3 | 0 | 16 | 7  | +9  |

## Bekende trainers
- Valeri Lobanovski

## Bekende spelers
FFUSSR · A-internationals · Bondscoaches · Vrouwenelftal van de Sovjet-Unie · Sovjet-Unie U18 · Sovjet-Unie U16
1920 – 1929 · 
1950 – 1959 · 
1960 – 1969 · 
1970 – 1979 · 
1980 – 1989 · 
1990 – 1992
EK 1960 · 
EK 1964 · 
EK 1968 · 
EK 1972 · 
EK 1976 · 
EK 1980 · 
EK 1984 · 
EK 1988 · 
EK 1992** 
WK 1958 · 
WK 1962 · 
WK 1966 · 
WK 1970 · 
WK 1974 · 
WK 1978 · 
WK 1982 · 
WK 1986 · 
WK 1990
OS 1952 ·
OS 1956 ·
OS 1960 · 
OS 1964 · 
OS 1968 · 
OS 1972 ·
OS 1976 ·
OS 1980 ·
OS 1984 · 
OS 1988
1923 · 
1924 · 
1925 · 
1926–1951 · 
1952 · 
1953 · 
1954 · 
1955 · 
1956 · 
1957 · 
1958 · 
1959 · 
1960 · 
1961 · 
1962 · 
1963 · 
1964 · 
1965 · 
1966 · 
1967 · 
1968 · 
1969 · 
1970 · 
1971 · 
1972 · 
1973 · 
1974 · 
1975 · 
1976 · 
1977 · 
1978 · 
1979 · 
1980 · 
1981 · 
1982 · 
1983 · 
1984 · 
1985 · 
1986 · 
1987 · 
1988 · 
1989 · 
1990 · 
1991 · 
1992** 
Algerije ·
Argentinië ·
België ·
Brazilië ·
Bulgarije ·
Canada ·
Chili ·
China ·
Colombia ·
Costa Rica ·
Cyprus ·
DDR ·
Denemarken ·
Duitsland ·
El Salvador ·
Engeland ·
Finland ·
Frankrijk ·
Griekenland ·
Guatemala ·
Hongarije ·
Ierland ·
IJsland ·
India ·
Iran ·
Israël ·
Italië ·
Japan ·
Joegoslavië ·
Kameroen ·
Koeweit ·
Luxemburg ·
Marokko ·
Mexico ·
Nederland ·
Nieuw-Zeeland ·
Noord-Ierland ·
Noord-Korea ·
Noorwegen ·
Oostenrijk ·
Peru ·
Polen ·
Portugal ·
Roemenië ·
Schotland ·
Spanje ·
Syrië ·
Tsjecho-Slowakije ·
Tunesië ·
Turkije ·
Uruguay ·
Verenigde Staten ·
Wales ·
Zweden ·
Zwitserland
België (1982) ·
Duitsland (1972) ·
Joegoslavië (1960) ·
Nederland (1988) ·
Polen (1982) ·
Spanje (1964)
** = Onder de naam Gemenebest van Onafhankelijke Staten
 Albanië ·  Andorra ·  Armenië ·  Azerbeidzjan ·  België ·  Bosnië en Herzegovina ·  Bulgarije ·  Cyprus ·  Denemarken ·  Duitsland ·  Engeland ·  Estland ·  Faeröer ·  Finland ·  Frankrijk ·  Georgië ·  Gibraltar ·  Griekenland ·  Hongarije ·  Ierland ·  IJsland ·  Israël ·  Italië ·  Kazachstan ·  Kosovo ·  Kroatië ·  Letland ·  Liechtenstein ·  Litouwen ·  Luxemburg ·  Malta ·  Moldavië ·  Montenegro ·  Nederland ·  Noord-Ierland ·  Noord-Macedonië ·  Noorwegen ·  Oekraïne ·  Oostenrijk ·  Polen ·  Portugal ·  Roemenië ·  Rusland ·  San Marino ·  Schotland ·  Servië ·  Slovenië ·  Slowakije ·  Spanje ·  Tsjechië ·  Turkije ·  Wales ·  Wit-Rusland ·  Zweden ·  Zwitserland
 Bohemen ·  Bohemen en Moravië ·  Duitse Democratische Republiek ·  Ierland ·  Joegoslavië ·  Servië en Montenegro ·  Tsjecho-Slowakije ·  GOS ·  Saarland ·  Sovjet-Unie